# Aborto quirúrgico

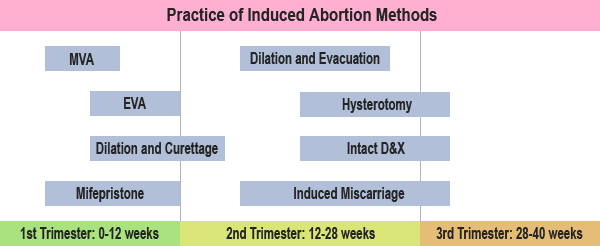
Frecuencia de las diferentes técnicas de aborto inducido según la edad gestacional (la mayoría son técnicas de aborto quirúrgico; el aborto con medicamentos es una técnica de uso hasta las 9 semanas) :
1º trimestre (0-12 semanas del desarrollo embrionario):
- Aspiración manual endouterina (AMEU -MVA)
- Succión o aspiración de vacío eléctrica AE o AVE (EVA)
- Dilatación y curetaje- legrado uterino instrumental (LUI);
- Mifepristona y misoprostol (Aborto con medicamentos)
2º trimestre (12-28 semanas):
- Dilatación y evacuación
- Histerectomía
- Dilatación y extracción intacta
- Inducción al parto prematuro
3º trimestre (28-30 semanas):
- Histerectomía, Dilatación y extracción intacta y Inducción al parto prematuro

Se denomina aborto quirúrgico al conjunto de técnicas quirúrgicas que tienen el fin de provocar un aborto inducido o interrupción voluntaria del embarazo .
La interrupción voluntaria del embarazo también se puede realizar, hasta las primeras 8 o 9 semanas por aborto con medicamentos o químico (utilizando medicamentos como la mifepristona y el misoprostol).

## Métodos quirúrgicos

### Aborto por aspiración
La aspiración manual es una manera para hacer un aborto.
Se trata de una cirugía muy sencilla que dura cerca de 15 minutos. Se suele utilizar anestesia local y solo en casos excepcionales se requiere anestesia general. Este método se puede realizar desde las primeras tres semanas de embarazo hasta las 12 semanas. El procedimiento consiste en dilatar el cuello del útero para introducir en él una cánula flexible y aspirar al feto con una jeringa. El grosor de la cánula y la dilatación dependerán de lo avanzado que esté el embarazo.
Es importante contar con el personal capacitado para realizar la aspiración. La mujer permanece por lo menos dos horas en el consultorio porque hay que esperar a que pase el efecto de la anestesia y para ver que no aumenten los cólicos.

### Aborto por dilatación y raspado: legrado
El método de dilatación y raspado (véase legrado) es un método general que se emplea también durante el examen médico para tomar muestras o para la detección de ciertos tipos de cáncer y suele hacerse entre la sexta y la decimocuarta semanas. La Organización Mundial de la Salud (OMS) recomienda que este método no se use salvo cuando la aspiración manual no es factible, y de hecho su uso es poco frecuente. El legrado sirve para limpiar las paredes del útero con una cureta.

### Inducción de parto prematuro
En estados avanzados de la gestación, si se ha de practicar un aborto por razones terapéuticas, se usan otros procedimientos adecuados para el mayor estado de desarrollo del feto. Se puede inducir el parto prematuro usando prostaglandinas, a la vez que se inyecta suero salino o urea en el líquido amniótico, que causa quemaduras fatales en el feto.

### Dilatación y evacuación
El método de dilatación y evacuación  (D y E) se puede practicar desde la decimoquinta semana hasta la vigésimo sexta semana de embarazo. Consiste básicamente en la apertura del cuello uterino, vaciándolo mediante el uso de instrumentos quirúrgicos y succión.

### Aborto por nacimiento parcial
En los casos más avanzados se usan técnicas excepcionales, como la llamada de dilatación y extracción intacta o "aborto por nacimiento parcial", que requiere dos o tres días de preparación, para asegurar la dilatación cervical necesaria, y los fármacos que induzcan el parto. El médico manipulará al feto, para hacer salir primero sus piernas, hasta dejar adentro sólo la cabeza, si así es necesario. Por último, se vacía el encéfalo por succión después de practicar una incisión en la base del cráneo. Esta técnica, que es polémica, se aplica en menos de la sexta parte de los abortos tardíos practicados en los Estados Unidos; es decir cuando el desarrollo prenatal ha superado la etapa de embrión y se denomina feto -ver implantación del embrión humano, embriogénesis humana-, y fue prohibida por la administración de George W. Bush, pero fue apoyada por Tony Blair en el Reino Unido.

## Elección del método por tiempo de gestación
La elección de una u otra técnicas depende de cuán avanzado esté el embarazo y si el dilatación cervical resulta o no necesaria.
Desde la decimoquinta semana hasta la vigésimo sexta semana de embarazo, se usa el método de dilatación y evacuación (D & E), que consiste en la apertura del cuello uterino, vaciándolo mediante el uso de instrumentos quirúrgicos y succión.
Es necesario usar otras técnicas para inducir el aborto a partir del tercer trimestre. El parto prematuro puede ser provocado por la prostaglandina, que puede aplicarse junto con una inyección de líquido amniótico con soluciones cáusticas (salinas) o urea.
Después de la 16.ª semana de gestación, el aborto puede ser provocado por la compresión craneal intra-uterina, que requiere la descompresión de la cabeza del feto antes de su evacuación. El aborto por histerotomia es un procedimiento parecido a la cesárea, y se practica bajo anestesia general, por ser considerado una cirugía abdominal de importancia.
Cuando el feto está en una edad gestacional avanzada, de seis a nueve meses, algunos países aplican el método de aborto por nacimiento parcial, procedimiento que ha provocado varias controversias legales.
De las 20 hasta las 23 semanas de embarazo, será necesaria una inyección para detener el corazón del feto. Por supuesto, las técnicas tardías ponen en mucho mayor riesgo la salud de la madre.